# James Gourlay (Musiker)

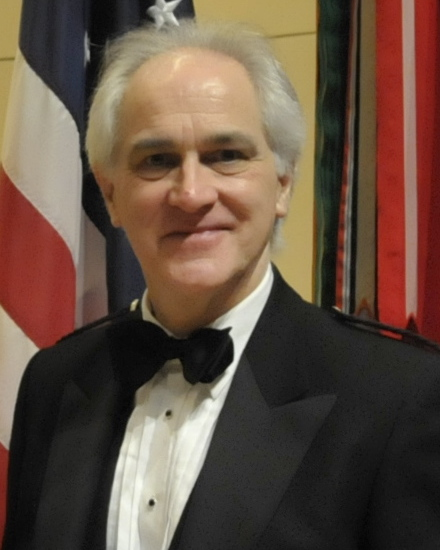
James Gourlay (2013)

James Gourlay (* 1954 in Schottland) ist ein schottischer Tubist, Dirigent und Hochschullehrer.
James Gourlay ist international bekannt als Solist und Kammermusikvirtuose. Zu seinen Uraufführungen gehören u. a. "Harmonia" von Lachenman und das "Capricco für Solo Tuba" von Krzysztof Penderecki. Er gab zahlreiche Kompositionen für Tuba in Auftrag. Dazu gehören Werke von Joseph Horovitz, Philip Sparke, Rodney Newton und Roger Steptoe. James Gourlay war lange Zeit Tubist beim BBC Symphonie Orchester und am Opernhaus Zürich.
Als Dirigent war James Gourlay unter anderem bei der BTM, Brass Band Uri, Brass Band Berner Oberland und bei Williams Fairey Engineering Band tätig.